# 石橋伸康
石橋 伸康（いしばし のぶやす、1950年4月26日 - ）は、日本の経営者。元大和ハウス工業代表取締役社長。

## 経歴
1950年（昭和25年）誕生。大阪府出身。1974年（昭和49年）に慶應義塾大学工学部を卒業し、同年4月に大和ハウス工業に入社。
取締役、常務、専務を経て、1991年（平成3年）6月に副社長に就任した。1996年（平成8年）6月に社長に昇格した。
1999年（平成11年）に経営不振の責任を取る形で辞任し、父の石橋信夫から叱責を受けた。
前橋陸軍予備士官学校 相馬原会にて、1992年（平成4年）に第二世会会長に就任、2019年（令和元年）8月6日に第四代会長に就任した。なお、父の石橋信夫は前橋陸軍予備士官学校の卒業生で、前橋陸軍予備士官学校 相馬原会の第二代会長を務めた。

## 家族
- 父 - 石橋信夫（1921年 - 2003年、大和ハウス工業の創業者）